# Política de vistos da Tailândia

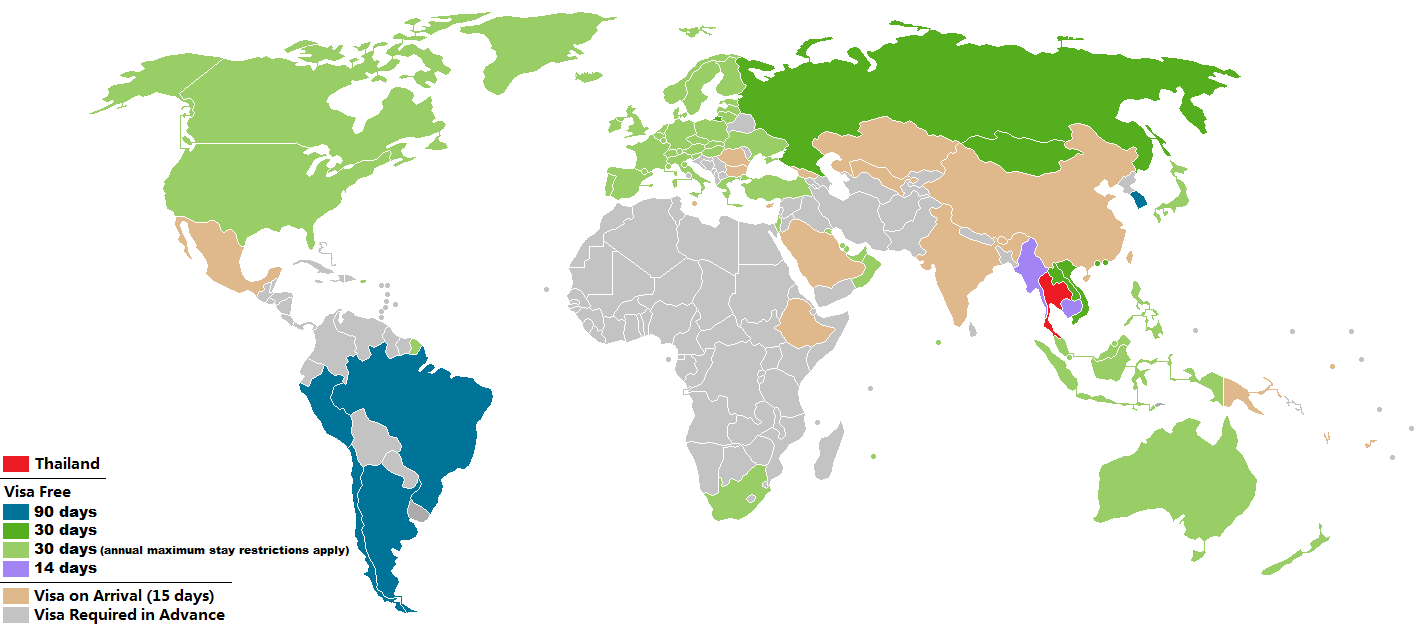
Política de vistos da Tailândia.

A política de vistos da Tailândia refere-se aos documentos oficiais apresentados por estrangeiros em visita ao país. Visitantes devem obter um visto de uma das missões diplomáticas tailandesas, a não ser que eles sejam nacionais de um país isento de visto ou de um dos países cujos cidadãos são elegíveis para obter o visto na chegada ao país.
A Tailândia oferece atualmente a isenção de visto aos nacionais de 57 países. Com alguns países, o governo tailandês mantém acordos bilaterais sobre a isenção de vistos. A maioria dos países ocidentais são elegíveis para isenção de visto, e também alguns países da parte oriental da União Europeia, (Letónia, Lituânia, Roménia e Bulgária). Países como Malta e Chipre não precisam de visto solicitado na missão diplomática tailandesa, mas é concedido um visto na chegada ao país, sob a condição de que os visitantes cheguem por um dos pontos de entrada elegíveis.

## Nacionalidades elegíveis para entrada sem visto
Os viajantes que sejam nacionais dos seguintes países não são obrigados a obter um visto antes de viajar para a Tailândia, desde que a sua viagem não dure mais do que o limite de isenção de vistos listada abaixo. A maioria dos países isentos de visto podem prolongar a sua estadia por mais 30 dias, como permitido desde 29 de agosto de 2014.
90 dias
| - Argentina - Brazil - Chile - Coreia do Sul - Peru |

30 dias
| - Alemanha - Brunei - Canadá - Estados Unidos - Filipinas | - França - Hong Kong - Indonésia - Itália - Japão | - Laos - Macau - Malásia - Mongólia - Reino Unido | - Rússia - Singapura - Turquia - Vietnã |  |

15 dias
| - África do Sul - Austrália - Áustria - Bélgica - Bahrein - Catar - Dinamarca - Emirados Árabes Unidos | - Eslováquia - Eslovênia - Espanha - Estônia - Finlândia - Grécia - Hungria - Islândia | - Irlanda - Israel - Kuwait - Liechtenstein - Luxemburgo - Mônaco - Noruega - Nova Zelândia | - Omã - Países Baixos - Polônia - Portugal - República Checa - Suécia - Suíça |  |

14 dias
- Camboja

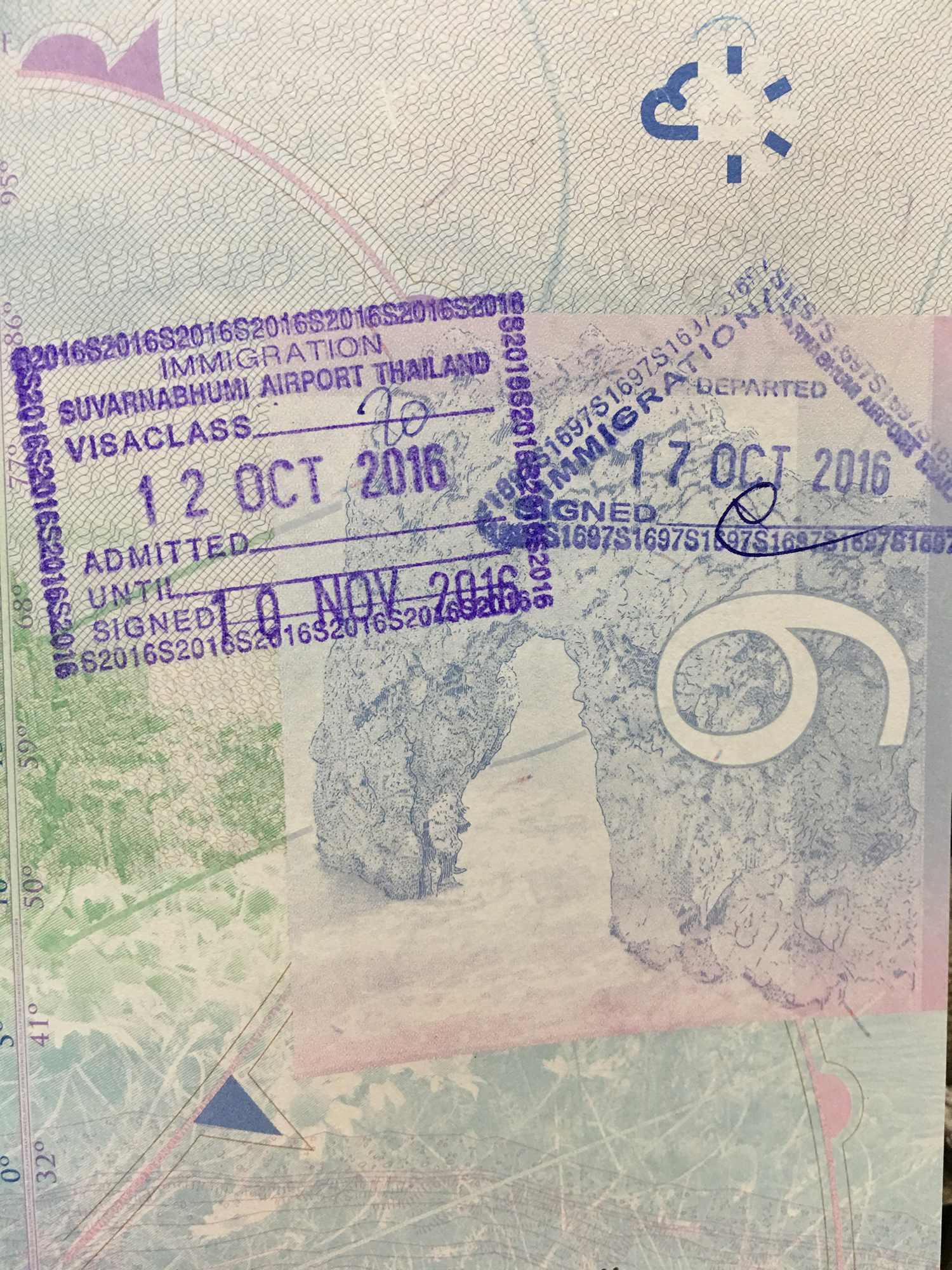
Selo tailandês em um passaporte britânico.

- Myanmar (apenas se a entrada for por via aérea)

## Visto de 15 dias na chegada
Os nacionais dos seguintes países estão isentos de solicitar o visto numa das missões diplomáticas tailandesas, mas devem obtê-lo na chegada ao país. O visto recebido pelos visitantes destes países lhes permite permanecer por até 15 dias em território tailandês. Entretanto, ele deve ser retirado nos principais pontos de entrada do país, por via aérea ou por via terrestre. O visto obtido na chegada ao país não pode ser prorrogado.
A taxa para o visto na chegada foi aumentada de 1.000 baht para 2.000 baht em 27 de setembro de 2016. Entre 1 de dezembro a 28 de fevereiro, a taxa para o visto na chegada é diminuída em até a metade, uma política que visa atrair turistas para a Tailândia.
| - Andorra - Arábia Saudita - Butão - Bulgária - Cazaquistão | - China - Chipre - Etiópia - Índia - Letônia | - Lituânia - Maldivas - Malta - Maurícia - Romênia | - San Marino - Taiwan - Ucrânia - Uzbequistão |  |

## Tipos de visto
- Cortesia: A pedido oficial, a Embaixada Real da Tailândia pode conceder vistos de cortesia aos diplomatas, funcionários da ONU e outros que desejam entrar no Reino em missão oficial ou outros fins;[5]
- Residente permanente: Há três formas comuns para se qualificar para este visto: você deve ter vivido na Tailândia por 3 anos consecutivos;  deve estar em um casamento com um cidadão ou cidadã da Tailândia e ter uma renda mensal de 30.000 baht; ou ainda, deve ter uma renda mensal mínima de 80.000.[5]
- Turista: Se um visitante deseja permanecer na Tailândia por mais de 30 dias, ele pode desejar obter um visto de turista em uma Embaixada ou Consulado tailandesa, antes de chegar na Tailândia. O visto de turista deve ser utilizado dentro do prazo de validade, que varia de acordo com o número de entradas e a nacionalidade do visitante, e permite uma estadia inicial de 60 dias. Após a chegada na Tailândia, um visto de turista ou uma isenção de visto pode ser prorrogada uma vez por um período adicional de 30 dias. Há uma taxa de 1.900 baht para cada prorrogação.[5]
- Trânsito: Este tipo de visto é emitido para os candidatos que desejam entrar no Reino da Tailândia para as seguintes finalidades: viajar em trânsito através do Reino, a fim de avançar para o país de destino ou de reintroduzir-se em seu próprio país (no caso, pessoas que estão se deslocando de um país para o outro, sendo que o seu destino final é seu país de origem, e necessitam durante o percurso passar pela Tailândia). A pessoa responsável ou a tripulação de um meio de transporte chegando a um porto, estação ou área no Reino, deve solicitar este visto.[5]